# Arras
Arras je glavni grad departmana Pas-de-Calais koji se nalazi u pokrajini Hauts-de-France u Francuskoj. Prema popisu stanovništva iz 2016. Arras je imao 41,973 stanovnika s gustoćom naseljenosti od 3600 stanovnika po kilometru2.

## Zemljopis
Arras se nalazi na rijeci Scarpe. Okolica Arras je bogat poljoprivredni kraj u kojem se uzgajaju šećerna repa, ulje, vino i žitarice.

## Povijest
Za vrijeme Julija Cezara grad se zvao Nemetacum ili Atrebatum po keltskom plemenu Atrebati. Njihov kralj Comnius se borio na strani Vercingetoriksa tijekom opsade Alezije 52. pr. Kr. Galsko ime mjesta bilo je Nemetocena („Nemeton“ znači „sveto mesto“).
Grad su uništili Huni 451. godine i Normani 880. godine. U Srednjem vijeku grad je zajedno s Troyesom i Parizom bio jedan od tri truverskih sjedišta. Grad je u 12. stoljeću bio biskupsko središte te u tom stoljeću dobiva gradska prava. Od 1237. sjedošte je grofovije, poslije kneževine Artois. Od 1659. nalazi se u sastavu Francuske.
Vijeće je 9. 1915. godine u Francuskoj je održana prva bitka kod Arrasa, uključujući tvrtku "Hello" („Nazdar“) Čehoslovačke legije u Francuskoj. Borbe su se nastavile s povećanim intenzitetom, posebice 1917., kada je grad teško oštećen.
Za vrijeme Prvog svjetskog rata, grad je bio teško razrušen, jer je stalno bio blizu linije fronta. Znameniti gradski zvonik je bio potpuno uništen, a onda ponovo sagrađen po originalnim planovima. Danas su zvonik i gradski centar pod zaštitom UNESCO-a.

## Poznate osobe
- Adam de la Halle, truver i glazbenik
- Maximilien Robespierre, revolucionar i general
- Violette Leduc, književnica
- Benoît Assou-Ekotto, nogometaš

## Vanjske poveznice
Službena web stranica grada (fr.)